# Hansei
Hansei (反省 auto-reflexión?) es una idea central de la cultura japonesa, que significa el reconocimiento de los propios errores como base para la mejora. También significa el reconocimiento del éxito con modestia y humildad. 
Parar de hansei significa parar de aprender. 
Con el hansei uno nunca llega a estar tan convencido de su propia superioridad, que no puede dejar abierta la posibilidad de mejora. Parte de esta idea se resume en la frase «el enemigo de mejor, es lo mejor», que alude a un estado final inamovible, en vez de un proceso de mejora continua.
Un ejemplo claro de hansei se observa en los políticos que tras un acto de corrupción aparecen en público para pedir perdón y desaparecen a continuación de la escena pública, pero después de unos años regresan con la seguridad de que han aprendido la lección.